# Fulvio Macchi
Fulvio Macchi (Novara, 28 marzo 1940) è un ex calciatore italiano, di ruolo attaccante.

## Carriera
Ha giocato in Serie B nel Novara (esordendo in prima squadra all'età di 16 anni con 2 goal in 3 partite nella stagione 1956-1957) per complessivi cinque campionati.